# Cardamine undulata
Cardamine undulata là một loài thực vật có hoa trong họ Cải. Loài này được De Laramb. & Timb.-Lagr. mô tả khoa học đầu tiên năm 1867.